# ناحیه بلین، میشیگان
ناحیه بلین (به انگلیسی: Blaine Township) یک منطقهٔ مسکونی در ایالات متحده آمریکا است که در شهرستان بنزی واقع شده‌است.
 ناحیه بلین ۵۴٫۵ کیلومتر مربع مساحت و ۵۵۱ نفر جمعیت دارد و ۱۹۹ متر بالاتر از سطح دریا واقع شده‌است.